# دور (دشتياري)
دور (بالفارسية: دور) هي قرية تقع في دشتياري في إيران. يقدر عدد سكانها بـ 531 نسمة بحسب إحصاء 2016.